# استر تیلن
استر تیلن (۲۰ می ۱۹۴۱-۲۹ دسامبر ۲۰۰۴) یک متخصص در زمینه‌ی روانشناسی تحولی بود.  تحقیقات تیلن بر تحول انسان، به ویژه در حیطه‌ی تحول نوزاد متمرکز بود.  او نظریه‌ی آشوب را در مورد پژوهش بر روی چگونگی یادگیری راه رفتن و تعامل کودکان با جهان اطراف آن‌ها به کار برد.  در دیدگاه تیلن، رفتار به شکل الگویی از همه‌ی جریاناتی که به رودخانه‌ی تحول نوزاد می‌ریزند، ظهور می‌کند. یا، همانطور که او نوشته است "ذهن به سادگی به عنوان چیزی جداشده از بدن و تجربه وجود ندارد".  تیلن همچنین رئیس انجمن تحقیقات در زمینه‌ی تحول کودک و انجمن بین‌المللی مطالعات نوزادان بود. او عضو انجمن پیشرفت علوم آمریکا و انجمن روانشناسی آمریکا بود . 

## تلویحات یا معانی ضمنی تحولی
جرالد ادلمن در نظریه‌ی عصب‌تحولی خود نشان داد که تحول در مغز بین شبکه‌های عصبی‌ای که با یکدیگر همپوشانی و ارتباط دارند، رخ می‌دهد. فرایند اپی‌ژنتیک تحول عصبی، ریشه در ایده‌ی تغییرات وابسته به تجربه دارد؛ که تحول یا رشدی از طریق تقویت انتخابی و همزمان مسیرهای عصبی است.  انسان‌ها، مانند کودکان دائماً در حال حرکت کردن و برقراری تعامل هستند. اطلاعات بصری و جنبشی با یکدیگر در مغز نقشه‌کشی می‌شوند و این مسیرها از طریق هر تعاملی تقویت شده و حفظ می‌شوند.  هنگامی که کودک با یک مهارت نو یا جدید روبه‌رو می‌شود، او از یک نقشه‌ی حرکتیِ مشابه قبلاً آموخته شده، استفاده می‌کند و آن را در مورد این مهارت جدید به کار می‌برد. همین‌طور که مهارت جدید به یک رفتار جدید تبدیل می‌شود، به نوبه‌ی خود می‌تواند برای کمک به تحول مهارت‌های آینده مورد استفاده قرار گیرد. فعالیت‌های تکراری در جهان، این نظریه‌ی سیستم‌های پویای تحول را تقویت کرده و در تبیین دیدگاه ساختن‌گرا از نظریه‌ی سیستم‌های تحولی کمک‌کننده خواهند بود. 

## ارتباطات عصبی
ادلمن از اصطلاحات reentrant و degenerate به منظور توصیف این اتصالات یا پیوندهای عصبیِ پیچیده استفاده کرده است. reentrant یا ورود مجدد به عنوان یک سیستم درهم‌تنیده‌ی پیچیده تعریف شده است که در آن خروجی می‌تواند به ورودی بازگردد. ورود مجدد، یک مسیر دو راهه‌ی مستقیم است که می تواند به صورت موازی انجام شود. degenerate، چنین توضیح داده می‌شود که مسیر می‌تواند به طور مشترک توسط چندین علت تعیین شود و تنها با یک علت، تعیین نمی‌شود. این تعیین مشترک از طریق علیت چندگانه، یکی از موضوعات اصلی نظریه‌ی سیستم های تحولی است که با نظریه‌ی سیستم‌های پویای استر تیلن نیز همپوشانی دارد. حرکات انسان، مثالی است از اینکه چندین علت می‌توانند به یک اقدام منجر شوند. مغز می‌تواند در بدن سیگنال‌های بسیار متفاوتی را برای ایجاد حرکاتی چون سخنرانی کردن، ارسال کند. این سیگنال‌های فرستاده شده از مغز، به بسیاری از عضلات مختلف می‌روند تا حرکت را در حین این‌که ما سخنرانی می‌کنیم، کنترل کنند. شکل 3 (نشان داده شده در سمت راست) به شیوه‌ای بسیار ساده، جهت‌گیری اتصالات یا پیوندهای عصبی را نشان می‌دهد. 

## بدنی‌شدن در رسیدنِ درجامانده
استر تیلن از خطای A-not-B به عنوان مثالی برای چگونگی پیچیدگی حرکات استفاده کرد. در شکل ۶، استر تیلن استفاده از پارامترهای حرکت را در تصمیم نوزاد برای حرکت به موقعیت A یا B نشان داده است. همانطور که در نظریه‌ی سیستم‌های پویا گفته می‌شود برای اینکه حرکت رخ دهد، پارامتر کنترلی باید از آستانه فراتر رود. ورودی داده شده به کودک از طریق قرار دادن اسباب بازی و یا صحبت کردن غیرمستقیم در لفافه، یک ورودی خاص است. این امر همچنین شامل تصمیماتی می‌شود که باید برای کودک گرفته شوند تا به سوی اسباب بازی حرکت کند. تصمیم گیری در مورد جایی که حرکت به سوی آن انجام می‌شود و حرکت واقعی به سوی اسباب‌بازی، وابسته به زمان است. سه عامل مهم در مدت زمان تصمیم‌گیری و حرکت کردن، نقش دارند. این عوامل شامل ورودی‌های تصویری گذرا و تونیک (مربوط به تن ماهیچه‌ها) و خاطره‌ی نوزادان از محل اسباب‌بازی هستند. ورودی تکلیف با اولین حرکت به سمت اسباب‌بازی آغاز می‌شود. پس از دومین بار برای اینکه کودک به اسباب‌بازی دست پیدا کند بعد از آنکه زیر پوشش پنهان شده باشد، کودک از ورودی خاص استفاده می‌کند. این ورودی خاص از خاطره‌ی آن‌ها از اولین بار دست‌یابی به اسباب‌بازی، ناشی می‌شود. این ورودی در شکل ۷ نمایش داده شده است. پس از انجام اولین حرکت به سوی موقعیت A، حافظه شکل گرفته است. تا زمانی که حرکت دوم به سمت موقعیت A اتفاق می‌افتد، داده‌های بیش‌تری در تصمیم گیری نقش پیدا می‌کنند. با این حال، پس از انجام دادن حرکات بسیار به سمت موقعیت A، این خاطره قوی‌تر می‌شود. علی‌رغم نشان دادن به کودک، که اسباب بازی در موقعیت B قرار دارد، کودک هنوز به سمت موقعیت A به دنبال اسباب بازی حرکت می‌کند. این فرایند را می‌توان در شکل ۸ و ۹ مشاهده کرد. 